# Trogon chrysochloros
El surucuá amarillo (Trogon chrysochloros)  es una especie de ave del género Trogon, ubicado en la familia de los trogónidos. Habita en selvas subtropicales y tropicales del centro-este de Sudamérica.

## Taxonomía
Descripción original
Este taxón fue descrito originalmente en el año 1856 por el ornitólogo austríaco August von Pelzeln, con el mismo nombre científico.
Localidad tipo
La localidad tipo referida es: “Ypanema (ahora: Fazenda Ipanema, Iperó, Estado de São Paulo), Brasil”.
Holotipo
Los ejemplares sintipos designados fueron los catalogados como: NMW 40.731 (un macho adulto) y NMW 54.701 (una hembra subadulta). Fueron depositados en la colección Natterer del Museo de historia natural de Viena, ubicado en la ciudad austríaca homónima. La especie se basó en 6 especímenes colectados por el naturalista y explorador austríaco Johann Natterer.

### Historia taxonómica
Tradicionalmente fue considerado una subespecie de Trogon rufus, hasta que en el año 2021 se dio a conocer el resultado de una revisión del “complejo de especies Trogon rufus”, en la cual se integró conjuntos de datos morfológicos, vocales y genéticos, incluidos datos espectrales y cuantificación digital del plumaje barrado. Se encontró que Trogon rufus chrysochloros era fenotípica, genética y ecológicamente distinta, respecto a los restantes taxones que integran el complejo, por lo que fue elevado al nivel de especie plena.
Etimología
Etimológicamente, el término genérico Trogon viene del idioma griego, en donde significa ‘cascador’, ‘que come frutas’, en razón de los hábitos alimenticios de estas aves, ya que a su dieta, integrada mayormente por insectos, la complementan con frutos pequeños. El epíteto específico chrysochloros se construye con palabras del griego, en donde: chrysós significa ‘oro’ y khloros es ‘verde amarillento’.

## Distribución y hábitat
Esta especie es endémica de la selva Atlántica del oriente sudamericano, en altitudes desde proximidades del nivel marino hasta 1600 m s. n. m.. Se distribuye en el este del Paraguay, el sudeste y sur de Brasil — desde el río San Francisco por el norte hasta el estado de Río Grande del Sur por el sur— y en la provincia de Misiones, en el nordeste de la Argentina, extremo norte de la región mesopotámica de ese país, donde es una especie rara, salvo en los bloques selváticos mejor conservados de la porción septentrional.
Si bien no se encuentra amenazada, es muy sensible a la tala selectiva, respondiendo con extinciones locales en áreas alteradas antrópicamente.

## Características
Su longitud es de 24 cm. Cuentan con un pico corto y robusto y un característico anillo ocular azul o gris-azulado. Los tarsos son rosados. La cara es negra, lo dorsal y el pecho es verde-oliva brillante en el macho y pardusco en la hembra; esas partes varían de azul a verde cobrizo a medida que aumenta la altitud. El resto ventral es amarillo vivo (más pálido en la hembra) con una leve banda blanca bordeando la parte superior amarilla. La cola es rectangular, péndula, con llamativo barrado blanco y negro en su faz inferior. El macho posee en las cubiertas alares un fino vermiculado blanco y negro.
Se distingue de los otros taxones del complejo por tener el barrado de la parte inferior de la cola más oscuro y más denso en las cobertoras del ala, tamaño corporal más grande, canto más rápido, con más notas y de mayor frecuencia. El pico es relativamente más pequeño y más aserrado, lo que está ligado a una dieta que consiste casi exclusivamente en grandes artrópodos.

## Costumbres
Es un ave de hábitos pasivos, quedando largo tiempo perchado a media y baja altura, bajo la sombra de la selva, donde pasa desapercibida gracias a su coloración verdosa. Captura grandes invertebrados, siendo el trogón más insectívoro del mundo, lo que puede ser la razón de su relativa rareza, en comparación con otros trogónidos con los que convive. Suele asociarse con coatíes (Nasua nasua) en la búsqueda de alimento.

### Reproducción
Esta ave nidifica en cavidades de árboles de madera blanda. Allí coloca una postura de 3 huevos, los que son de color blanco, con un largo de entre 25 y 29 mm y un ancho de entre 21 y 23 mm. Al nacer, el pichón carece de plumón en el cuerpo.